# باكيري جاتا
باكيري جاتا (مواليد 6 يونيو 1998) هو لاعب كرة قدم غامبي يلعب في مركز خط الوسط في نادي هامبورغ.

## روابط خارجية
- باكيري جاتا على موقع قاعدة بيانات كرة القدم.إي يو (الإنجليزية)
- باكيري جاتا على موقع Soccerway.com (الإنجليزية)
- باكيري جاتا على موقع عالم كرة القدم.نت (الإنجليزية)
- باكيري جاتا على موقع AS.com (الإسبانية)